# Frédéric Perrenot de Granvelle
Frédéric Perrenot de Granvelle de Champagney (Barcelone, 2 avril 1536 - Dole, 1602) est un homme politique comtois au service du roi d'Espagne, frère de Charles, Thomas et Antoine Perrenot de Granvelle.

## Biographie
Frédéric Perrenot est le dernier des quinze enfants de Nicolas Perrenot de Granvelle et Nicole Bonvalot de Champagney (-les-Pesmes). Certains auteurs ont affirmé qu'il aurait signé le Compromis des nobles en 1566, mais cette affirmation est contestée et considérée comme improbable. Il est nommé gouverneur d'Anvers par Philippe II en 1570. Par partage de la succession de ses parents, il est seigneur de Renaix dont il fit relief le 21 août 1571.  
En 1588, il accuse le duc de Parme, gouverneur des Pays-Bas espagnols, de mauvaise gestion financière et d'être responsable du désastre de l'Invincible Armada, ce qui lui vaudra d'être relégué en Franche-Comté, banni des Pays-Bas espagnols. Il a laissé une correspondance conservée à la bibliothèque municipale de Besançon.
Sa fille héritière Hélène épousa en 1599 Emmanuel-Philibert de La Baume-St-Amour.

## Écrits
- Mémoires de Frédéric Perrenot, sieur de Champagney, publiés en 1860 (Lire en ligne)